# Lista de presidentes de Israel por falecimento
|                                                                                 |  |                                                                                 |
| Chaim Weizmann, presidente que faleceu há mais tempo, em 9 de novembro de 1952. |  | Shimon Peres, presidente que faleceu há menos tempo, em 28 de setembro de 2016. |

Esta é uma lista dos presidentes de Israel por falecimento, contendo informações sobre a data, local e causa de falecimento, além de comparações e estatísticas diversas.
O primeiro presidente a falecer foi Chaim Weizmann, em 9 de novembro de 1952, há 72 anos e 133 dias; o último foi Shimon Peres, em 28 de setembro de 2016, portanto há 8 anos e 175 dias. A diferença de tempo entre ambos é de 63 anos e 324 dias. A menor diferença de tempo entre duas mortes é de 327 dias, referente ao espaço entre os falecimentos de Isaac Navón e Shimon Peres. A maior diferença entre duas mortes é 22 anos e 194 dias, referente ao espaço entre os falecimentos de Zalman Shazar e Chaim Herzog.

## Lista dos presidentes
| OF | OH | Presidente      | Data de falecimento e idade      | Local do falecimento                                      | Causa da morte                                  | Local do sepultamento                                     | Imagem | Ref.  |
| -- | -- | --------------- | -------------------------------- | --------------------------------------------------------- | ----------------------------------------------- | --------------------------------------------------------- | ------ | ----- |
| 1  | 1  | Chaim Weizmann  | 9 de novembro de 1952 (77 anos)  | Rehovot, Distrito Central                                 | Doença não especificada                         | Instituto de Ciências Weizmann, Rehovot, Distrito Central |        | [ 1 ] |
| 2  | 2  | Yitzhak Ben-Zvi | 23 de abril de 1963 (78 anos)    | Jerusalém                                                 | Câncer                                          | Monte dos Descansos, Jerusalém                            |        | [ 2 ] |
| 3  | 3  | Zalman Shazar   | 5 de outubro de 1974 (84 anos)   | Hospital da Universidade Hadassah, Jerusalém              | Disfunção renal                                 | Monte Herzl, Jerusalém                                    |        | [ 3 ] |
| 4  | 6  | Chaim Herzog    | 17 de abril de 1997 (78 anos)    | Tel Aviv, Distrito de Tel Aviv                            | Insuficiência cardíaca, após contrair pneumonia | Monte Herzl, Jerusalém                                    |        | [ 4 ] |
| 5  | 7  | Ezer Weizman    | 24 de abril de 2005 (80 anos)    | Cesareia, Distrito de Haifa                               | Pneumonia                                       | Cemitério de Or Akiva, Distrito de Haifa                  |        | [ 5 ] |
| 6  | 4  | Ephraim Katzir  | 30 de maio de 2009 (93 anos)     | Instituto de Ciências Weizmann, Rehovot, Distrito Central | Não divulgada                                   | Cemitério de Rehovot, Distrito Central                    |        | [ 6 ] |
| 7  | 5  | Isaac Navón     | 6 de novembro de 2015 (94 anos)  | Jerusalém                                                 | Não divulgada                                   | Monte Herzl, Jerusalém                                    |        | [ 7 ] |
| 8  | 9  | Shimon Peres    | 28 de setembro de 2016 (93 anos) | Centro Médico Sheba, Ramat Gan, Distrito de Tel Aviv      | Derrame cerebral                                | Monte Herzl, Jerusalém                                    |        | [ 8 ] |

## Falecimentos por século e década
No total, 4 presidentes faleceram no século XX e 4 faleceram no século XXI. Contabilizando por década:
| 1960 (1) • Chaim Weizmann (1952)                      |
| 1960 (1) • Yitzhak Ben-Zvi (1963)                     |
| 1970 (1) • Zalman Shazar (1974)                       |
| 1980 (0) • nenhum                                     |
| 1990 (1) • Chaim Herzog (1997)                        |
| 2000 (2) • Ezer Weizman (2005), Ephraim Katzir (2009) |
| 2010 (2) • Isaac Navón (2015), Shimon Peres (2016)    |

## Falecidos no mesmo ano, data ou idade

### Mesma idade
- 93: Ephraim Katzir e Shimon Peres
- 78: Yitzhak Ben-Zvi e Chaim Herzog

## Presidente quando falecido
- Ephraim Katzir (1973–1978) (1): Zalman Shazar
- Ezer Weizman (1993–2000) (1): Chaim Herzog
- Moshe Katsav (2000–2007) (1): Ezer Weizman
- Shimon Peres (2007–2014) (1): Ephraim Katzir
- Reuven Rivlin (2014–2021) (2): Isaac Navón, Shimon Peres

Chaim Weizmann e Yitzhak Ben-Zvi morreram durante o exercício do mandato.